# Télédis
Télédis est un ancien catalogue de film et une société de distribution cinématographique française.

Le logo de la société Télédis, ici extrait du film Les Cousins. L'animation du logo dure 10 secondes avant le film et montre un globe métallique tournant.

## Histoire
C'est Maurice Bessy qui fonda la société en 1954. C'est le premier catalogue indépendant de films, qui était dominé par de grands groupes comme Gaumont, Pathé ou UGC. Bessy constituait le catalogue selon ses propres goûts et redonnait une distribution à des films injustement oubliés, parfois en faisant de grosses coupes. Télédis n'a pas produit de films (sauf Le crime ne paie pas selon Unifrance) mais rachetait des films à faibles valeurs ou des sociétés de productions en liquidation.
Le catalogue de la société fut racheté par Gaumont en 2002 et fut dissoute en 2004.